# Ilex umbellulata
Ilex umbellulata är en järneksväxtart som först beskrevs av Nathaniel Wallich, och fick sitt nu gällande namn av Ludwig Eduard Loesener. Ilex umbellulata ingår i släktet järnekar, och familjen järneksväxter. Inga underarter finns listade i Catalogue of Life.